# Axel Wachtmeister (1886–1949)
Axel Hans Edvard Axelsson Wachtmeister (i riksdagen kallad Wachtmeister af Johannishus i Wambåsa), född 1 november 1886 på Torsåker slott i Hammarby socken, Uppland, död 7 augusti 1949 i Karlskrona, var en svensk greve, militär och jordbrukare.
Axel Wachtmeister var son till Axel Hansson Wachtmeister och Helja Sofia von Otter. Han avlade mogenhetsexamen i Karlskrona 1904, blev underlöjtnant vid Livgardet till häst 1906 och löjtnant där 1913 samt över gick 1918 på reservstat och blev 1921 ryttmästare. Efter att ha genomgått Krigshögskolan 1912–1914 var han 1916–1918 aspirant i Generalstaben. Han studerade 1919–1920 vid Alnarps lantbruksinstitut. På arrende övertog han därefter 1922 Vambåsa i Blekinge, och från 1930 innehade han även de övriga fideikommissegendomarna, främst Johannishus slott och Tromtö. Wachtmeister utförde vid sina egendomar ett omfattande nydaningsarbete bland annat genom att bygga kraftverk och såg med mera, dika och modernisera på flera sätt. Han var en skicklig jordbrukare, och för sina insatser erhöll han 1949 Svenska skogsvårdsföreningens hederstecken i guld. På många områden i länet var Wachtmeister en mycket verksam kraft, bland annat i hushållningssällskapet, i Blekinge lantmannaförbund och Svenska handelsbankens avdelningscentral i Karlskrona. Han var också ledamot av landstinget samt en tid ordförande i Blekinge musei- och hembygdsförbund. Han tillhörde andra kammaren 1929–1931. 1935 invaldes han i Lantbruksakademien.